# NGC 6150
NGC 6150 este o quasar situată în constelația Hercule. A fost descoperită în 18 martie 1787 de către William Herschel. Se află la o distanță de 125,77 de megaparseci de Pământ.